# Jozef Heriban
Jozef Heriban (ur. 9 lipca 1953 w Trnawie) – słowacki pisarz, scenarzysta i reżyser filmowy, parlamentarzysta krajowy, deputowany do Parlamentu Europejskiego V kadencji (2004).

## Życiorys
Kształcił się w Konserwatorium w Bratysławie, gdzie uczył się głównie gry na puzonie i akordeonie. Studiował następnie na Wydziale Filozoficznym Uniwersytetu Komeńskiego w Bratysławie, uzyskując tytuł PhDr. Pracował w słowackiej filmografii jako scenarzysta, reżyser i kierownik produkcji, zajmował się również tworzeniem słuchowisk radiowych. W latach 90. był jednym z założycieli przedsiębiorstwa filmowego TATRA STAR. Od 1996 pracował w prywatnej stacji telewizyjnej Markíza, w której kierował działem PR, następnie był dyrektorem ds. PR w sieci telefonii komórkowej EuroTel.
W latach 2002–2006 z ramienia Sojuszu Nowego Obywatela sprawował mandat posła do Rady Narodowej. Od 2003 pełnił funkcję obserwatora w Parlamencie Europejskim, od maja do lipca 2004 sprawował mandat eurodeputowanego V kadencji w ramach delegacji krajowej.
Został później prezesem wydawnictwa Herial, a także wykładowcą na wydziale zarządzania Uniwersytetu Komeńskiego. Członek słowackich organizacji zrzeszających filmowców i literatów.

## Twórczość
Słuchowiska radiowe
- 1979: Da capo al Fine
- 1980: Diagnóza 300
- 1982: HAN 82
- 1982: Hlasy pre Máriu
- 1988: Život na 55 minút
- 1989: Tak sa usmej
- 1990: Šach[2]

Powieści
- 1996: Niekto na mňa stále píska
- 2007: Úspech má srdce žraloka
- 2008: Intimita vlkov
- 2009: Posadnutosť
- 2010: Ružový trojuholník
- 2011: Schovaný, neschovaný, idem
- 2013: Prelet sťahovavých vtákov[2]

Filmografia
- 1996: Utekajme, už ide! (współautor scenariusza)
- 1987: Južná pošta (współautor scenariusza)
- 1990: Dávajte si pozor! (współautor scenariusza i reżyser)
- 1993–1996: Bud Bindi (serial TV, współautor scenariusza i reżyser)[2]